# Gaurax impura
Gaurax impura är en tvåvingeart som först beskrevs av Becker 1911.  Gaurax impura ingår i släktet Gaurax och familjen fritflugor. Inga underarter finns listade i Catalogue of Life.